# 백조자리 KY
백조자리 KY는 백조자리 방향으로 지구로부터 약 5000 광년 떨어진 곳에 있는 M3.5Ia 분광형의 적색초거성이다. 이 별은 지금까지 관측된 항성들 중 부피 면에서 순위권에 들어가는 천체로 반지름은 태양의 약 1420 배로 추정된다. K-대역의 특이한 측정결과로부터 태양 반지름의 2850 배로 크기를 추정한 연구결과도 있다. 만약 이 항성을 태양계 중심에 놓는다면 별의 표면은 목성(또는 토성) 궤도를 넘어갈 것이다. 백조자리 KY는 광도 또한 태양의 약 30만 배 또는 그 몇 배로 추정되며, 아주 밝은 별들의 반열에 들어간다.

## 관측
백조자리 KY는 밝은 산개성단 NGC 6913 근처에 있으나 성단의 구성원은 아닌 것으로 보인다. 밤하늘에서는 밝은 별 백조자리 감마에서 가까운 곳에 있다. 1930년에 이 별이 변광성임이 확인되었으며 이후 변광성 명칭인 백조자리 KY로 명명되었다. 분광형은 모건-키넌 체제에 따라 M3 Ia가 부여되었으며 이후 분광형에는 미세한 조정만 있었다.
백조자리 KY는 성간소광 때문에 심하게 적색화(赤色化)되어 보이며 가시광선에서 원래 밝기보다 7.75 등급만큼 어둡게 보인다. 만약 소광 효과가 없다면 이 별은 맨눈으로도 잘 보일 것이다.

## 물리적 특징

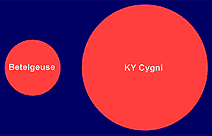
베텔게우스(왼쪽)와 비교한 백조자리 KY(오른쪽)의 크기.

백조자리 KY는 부피가 매우 크며 표면온도는 상대적으로 낮은 초거성으로 강력한 항성풍을 뿜고 있다. 이 별은 적색초거성 중에서도 아주 빠른 속도로 질량을 잃고 있으며 '차가운 극대거성'으로 불리기도 한다.
이 별의 물리적 성질들은 확실하지 않으나 표면 유효온도는 대략 3500 켈빈 정도이며 광도는 태양의 10만 배 이상으로 추정된다. K-대역의 적외선 밝기에 맞춘 모형에 따르면 광도는 태양의 27만 3천 배까지 올라간다. 심지어 안시 밝기에 기초한 또다른 모형으로는 광도를 태양의 110만 배까지 추정한 결과도 있다. 광도 추정치의 편차가 이처럼 큰 이유는 소광(消光)되는 정도를 가정한 값이 논문마다 달랐기 때문이다. 높은 광도값에 기초할 경우 별의 반지름은 태양의 2850 배 정도로 나온다. 최근에 U 대역으로부터 60 마이크론 극초단파 플럭스까지의 파장 전범위에 걸쳐 스펙트럼에너지분포를 합친 결과 별의 광도는 태양의 13만 8천 배로 나왔다.
백조자리 KY는 큰 진폭을 보여주는 변광성이지만 밝기변화에 뚜렷한 주기성은 없다. 가끔 급격한 밝기 변화를 보이지만 보통 때에는 긴 주기에 걸쳐 밝기가 안정적으로 유지된다. 사진등급상 밝기는 13.5 ~ 15.5 등급 사이에서 진폭을 보이지만 안시등급상 범위는 10.60 ~ 11.74 등급이다.